# Иоанн II (папа римский)
Иоанн II (лат. Johannes PP. II; ? — 8 мая 535) — папа римский с 2 января 533 года по 8 мая 535 года.

## Биография
Дата рождения папы Иоанна неизвестна. Он был римлянином по имени Меркурий, сыном Проекта с холма Целий. Иоанн II стал первым римским папой, сменившим имя при вступлении на престол (в данном случае — чтобы не называться именем языческого бога).
Скандалы и споры о системе, которой необходимо следовать при выборах Папы Римского, начатые после смерти папы Бонифация II, продолжались более двух месяцев. Они во многом были обусловлены существовавшей практикой подкупа членом Сената и римского духовенства, против которой Иоанн выступил сразу же после своего избрания. Папа обратился за содействием к готскому королю Аталариху, который подкрепил декрет римского сената 530 года, запрещавший всякое давление на выборы, но потребовал для себя и для своих преемников права утверждать их и назначил за это определённую сумму. Король приказал, чтобы декрет сената был выгравирован на мраморной плите и помещен в атриуме собора Святого Петра (533). Указ короля также предусматривал, что, если выборы будут оспорены кем-либо из кандидатов, то недовольным следует предстать перед судом короля, духовенства и римского народа, и в случае неправоты они должны были бы заплатить суду три тысячи солидов, которые надлежало после этого пожертвовать бедным.
Согласно Liber Pontificalis, Иоанн по просьбе императора Юстиниана признал правильным положение, что «одно лицо святой Троицы пострадало во плоти» (Unum de Trinitate in carne passum), направленное против ереси теопасхитов и ранее осуждённое папой Гормиздом, что возвысило папский авторитет на Востоке. Византийский император послал папе по этому поводу ценные подарки.
На Западе Иоанн действовал самостоятельно. Так, он лишил кафедры за безнравственную жизнь епископа Рьеза (Прованс) и заключил его в монастырь. До назначения нового епископа духовенство Рьеза перешло в ведение епископа Арелатского Цезария.
В 535 году двести семнадцать епископов собрались на синод в Карфагене, спрашивая у Иоанна разрешения для епископов провинции Африка, впавших в арианство, покаяться и вернуться в лоно Церкви. Однако ответ на их запрос дал уже папа Агапит I, поскольку Иоанн II скончался 8 мая 535 года и был похоронен в притворе собора Святого Петра.